# García I d'Aragona
García Galíndez, detto il Malvagio García anche in spagnolo, in catalano, in galiziano e in portoghese, Garzia in aragonese (fine dell'VIII secolo – circa metà IX secolo), fu conte d'Aragona dall'823 all'833.

## Origine
Secondo il codice di Roda, García era figlio di Galindo Velásquez (figlio a sua volta del nobile vascone Velasco o Belasco) e di Fakilo o Faquilo.

## Biografia

La marca di Spagna ai tempi di Ludovico il Pio

Le fonti inerenti questo periodo sono scarse: García si imparentò con il conte d'Aragona Aznar I, sposandone la figlia, Matrona Aznárez, come conferma il codice di Roda, che in un secondo tempo fu ripudiata e poi sposò in seconde nozze, Nunila, figlia del re di Pamplona Íñigo I Íñiguez, primo re della dinastia degli Íñiguez, come riporta il Codice di Roda, che non nomina la madre, che, come riportato nel Libro de Regla del Monastero di Leire (non consultato) era Onneca Velásquez, figlia di Velasco, nobile di Pamplona, che il Diccionario de antigüedades del reino de Navarra la cita con il nome di Eximina.
Nell'820 circa García si schierò con la potente famiglia dei Banu Qasi per combattere, nella valle dell'Ebro, i Baschi con cui si era alleato suo suocero, Aznar I, conte d'Aragona. A seguito di questa guerra, Aznar I perse l'Aragona, fu deposto a vantaggio di suo genero, García Galíndez il Malvagio, che divenne il conte d'Aragona, García I, come riporta la Historia de Aragón [1989]. T. VI, Orígenes de Aragón; anche il Diccionario biográfico español, Real Academia de la Historia conferma che García cacciò il suocero dall'Aragona.
Il re di Pamplona Íñigo I Arista lo aveva aiutato a difendersi da Aznar I, che ligio all'autorità dell'imperatore Ludovico il Pio, aveva ottenuto in cambio della contea d'Aragona, le contee di Urgell e Cerdagna, che dall'824, governò assieme al figlio, Galindo I Aznárez.
Nell'824, come conferma lo storico del IX secolo Eginardo, i Franchi, condotti dal duca di Guascogna Aznar I Sánchez, organizzarono una spedizione contro Pamplona; anche questa spedizione non produsse il risultato sperato (anche perché Musa ibn Musa dei Banu Qasi, fratellastro di Íñigo e il conte d'Aragona, García I Galíndez il Malvagio, corsero in aiuto di Pamplona) e, sulla via del ritorno, l'armata franca fu sconfitta per la seconda volta a Roncisvalle, dove Aznar I di Guascogna fu fatto prigioniero.
Nell'833 García I forse morì ma, molto più probabilmente, si ritirò, lasciando il governo al figlio Galindo Garcés, continuando a seguire gli affari della contea, come riportano siala Historia de Aragón [1989]. T. VI, Orígenes de Aragón che il Diccionario biográfico español, Real Academia de la Historia, fino alla sua morte avvenuta nell'844 circa.
Un'altra versione invece dice che Garcia venisse ucciso da Galindo Aznárez, conte di Urgell e Cerdagna, che con l'aiuto dei Franchi cercava di recuperare la contea che fu di suo padre e forse vendicare il fratello Centulo.
Come conferma il codice di Roda García I uccise il cognato Centulo nel 938, secondo una leggenda, come reazione a uno scherzo subito dallo stesso Centulo e dall'altro cognato Galindo Aznárez, che gli impedirono un'avventura galante, chiudendolo dentro un palazzo, nella notte di San Giovanni.

## Discendenza
Garcia da Nunila ebbe un figlio:
- Galindo (o Velasco) Garcé (?-844), conte d'Aragona[8] dall'833 all'844.

### Fonti primarie
- (LA)  Monumenta Germanica Historica, tomus primus.
- (LA)  Monumenta Germaniae Historica, tomus II.
- (LA)  Textos navarros del Códice de Roda Archiviato il 31 gennaio 2021 in Internet Archive..

### Letteratura storiografica
- Rafael Altamira, il califfato occidentale, in L'espansione islamica e la nascita dell'Europa feudale, collana «Storia del mondo medievale», II volume, Milano, Garzanti, 1999  [1979],  pp. 477-515.
- (ES)  (LA)  #ES Diccionario de antigüedades del reino de Navarra
- (ES)  #ES Historia de Aragón [1989]. T. VI, Orígenes de Aragón